# Еш (певачица)
Ешлин Реј Вилсон (енгл. Ashlyn Rae Willson), познатија као Еш (енгл. Ashe; Сан Хозе, 24. април 1993) америчка је кантауторка и певачица.
Најпознатија је по синглу Moral of the Story из 2019. године, који се нашао у Нетфликс филму Момцима које сам волела: P.S. И даље те волим (2020). Aше је такође била коаутор сингла You Don't Do It for Me Anymore (2017) певачице Деми Ловато. Била је номинована за Џуно награду, за златни сертификат песми Let You Get Away коју је снимила са Шауном Френком.

## Биографија
Еш је рођена 24. априла 1993. године у Сан Хозеу и одрасла је у хришћанској конзервативној породици. Почела је да свира клавир када је имала осам година. Одрасла је слушајући хришћанске радио станице и захвална је свом деди зато што јој је упознао са музиком Боба Дилана, Битлсима и Џеферсон ерплејн. Похађала је Музички колеџ Беркли и дипломирала на смеру савременог писања и продукције, 2015. године.
Еш тврди да су џез музика, Карол Кинг и Дајана Китон утицале на њу и били јој главна инспирација. Еш је свом уметничком имену додала слово „е” у знак поштовања према Карол Кинг. Уметници којима се Еш диви су Стив Никс, Џон Мејер, Џон Вернон и Бон Ивер.

## Каријера

### 2015—2017: Почетак каријере
Еш је започека музичку каријеру снимајући демо снимке у Нешвилу, када је привукла пажњу шведског продуцента Бенда Фипса, коју је је замолио да пева на његовој песми Sleep Alone, објављеној 2015. године. Током наредне две године, Еш се специјализовала за наступ са бројним плесним и хаус диск џокејима као што су Louis the Child и Whethan. Њен сингл Can't Hide био је на на другом месту америчке и Спотифај Вирал 50 музичке листе. Сингл Let You Get Away из 2017. године Еш је објавила са канадским диск џокејом Шауном Френком, а он је номинован за  денс изграње године на додели награда Џуно 2о17. године, а додељен му је златни сертификат у Канади, 2019. године. Еш је гостовала Деми Ловато на синглу You Don't Do It For Me Any More из 2017. године. You Don't Do It For Me Any More са албум Tell Me You Love Me добио је платинасти сертификат до стране Америчког удружења  дискографских кућа. Између октобра 2017. и јануара 2018. године Еш је имала турнеју са диск-џокејима као што су Louis the Child, Lauv и Whethan.
Након што је Еш потписала уговор са издаваачком кућом Mom + Pop објавила је деби сингл под називом Used to It у јуну 2017. године и Girl Who Cried Wolf у новембру исте године. Used to It био је њен други сингл који се нашао на првом месту музичке листе Глобал Спотифај Вирал 50. Била је позиционирана заједно са Били Ајлиш и Луисом Капалдијем на Vevo листи Уметника за видети, 2018. године. Током априла 2017. године Еш је подржала The Chainsmokers током њихов турнеје и наступала са бендом Big Gigantic на фестивалу 2017. године .

### 2018—данас: Соло деби
До тренутка када је Еш објавила свој деби ЕП The Rabbit Hole у јуну 2018. године имала је преко 200 милиона стримова и девет песам ана првом месту на музичком блогу Hype Machine. ЕП је описан као „свестрана и убедљива афера са седам стаза.“ Еш је подржала Quinn XCII на његовој музичкој турнеји, током које је објавила сингл Moral of the Story.
Дана 5. априла 2019. године, Еш је објавила ЕП са четири песме под називом Moral of the Story: Chapter 1, који је продуцирао Финијас О'Конел, а који је такође продуцирао три од четири песме са њеног ЕП-а Moral of the Story: Chapter 2. У фебруару 2020. године, сингл Moral of the Story коришћен је на Нетфликсовој романтичној комедији Момцима које сам волела: P.S. И даље те волим (2020). Сингл се такође нашао на ругом месту Глобал и САД Спотифај Вирал 50 листе. До јуна 2020. године, сингл је коришћен у преко 901.400 видео снимака на платформи ТикТок. До фебруара 2021. године, њена сарадња са Ниал Хоран премашила је 60 милиона стримова на сајту Спотифај. У марту 2021. године, Еш је објавила песму под називом Till Forever Falls Apart снимљену у сарадњи са Финијас О'Конелом.

## Дискографија

### ЕП-ови
| The Rabbit Hole                                    | - Датум објављивања: 22. јун 2018. - Издавачка кућа: Mom + Pop Music | —   | — | —  | —  | —  |
| Moral of the Story: Chapter 1                      | - Датум објављивања: 5. април 2019. - Издавачка кућа: Mom+Pop        | 157 | 2 | 10 | 19 | 72 |
| Moral of the Story: Chapter 2                      | - Датум објављивања: 9. август 2019. - Издавачка кућа: Mom+Pop       | —   | — | —  | —  | —  |
| "—" означава издања која се нису нашла на листама. |                                                                      |     |   |    |    |    |

### Синглови

#### Као водећа музичарка
| Назив                                             | Година | Позиција | Позиција | Позиција | Позиција | Позиција | Позиција | Позиција | Позиција | Позиција | Позиција | Сертификат                                                    | Албум                         |
| Назив                                             | Година | САД      | АУС      | АУТ      | КАН      | ФРА      | ИР       | НЗ хот   | НОР      | ШВА      | УК       | Сертификат                                                    | Албум                         |
| ------------------------------------------------- | ------ | -------- | -------- | -------- | -------- | -------- | -------- | -------- | -------- | -------- | -------- | ------------------------------------------------------------- | ----------------------------- |
| Used to It                                        | 2017.  | —        | —        | —        | —        | —        | —        | —        | —        | —        | —        |                                                               | Није албумски сингл           |
| Girl Who Cried Wolf                               | 2017.  | —        | —        | —        | —        | —        | —        | —        | —        | —        | —        |                                                               | Није албумски сингл           |
| Choirs                                            | 2018   | —        | —        | —        | —        | —        | —        | —        | —        | —        | —        |                                                               | The Rabbit Hole               |
| Moral of the Story (соли или са Ниалом Хораном)   | 2019.  | 71       | 44       | 29       | 42       | 71       | 17       | 5        | 35       | 30       | 31       | - БПИ: сребрни - Америчко удружење дискографских кућа: златни | Moral of the Story: Chapter 1 |
| Bachelorette                                      | 2019.  | —        | —        | —        | —        | —        | —        | —        | —        | —        | —        |                                                               | Moral of the Story: Chapter 1 |
| In Disguise                                       | 2019.  | —        | —        | —        | —        | —        | —        | —        | —        | —        | —        |                                                               | Moral of the Story: Chapter 2 |
| Cold in California                                | 2019.  | —        | —        | —        | —        | —        | —        | —        | —        | —        | —        |                                                               | Moral of the Story: Chapter 2 |
| Monday (са Филусом)                               | 2019.  | —        | —        | —        | —        | —        | —        | —        | —        | —        | —        |                                                               | Није албумски сингл           |
| Save Myself                                       | 2020   | —        | —        | —        | —        | —        | —        | —        | —        | —        | —        |                                                               | Није албумски сингл           |
| The Same                                          | 2021.  | —        | —        | —        | —        | —        | —        | —        | —        | —        | —        |                                                               | Није албумски сингл           |
| Real Love                                         | 2021.  | —        | —        | —        | —        | —        | —        | —        | —        | —        | —        |                                                               | Није албумски сингл           |
| Till Forever Falls Apart (са Финијасом О'Конелом) | 2021.  | —        | —        | —        | —        | —        | 87       | 27       | —        | —        | —        |                                                               | Није албумски сингл           |
| "—" означава издања која се нису нашла на листама |        |          |          |          |          |          |          |          |          |          |          |                                                               |                               |

#### Као гостујући музичар
| Sleep Alone (Бен Филипс и Еш)                           | 2015. | —  | —  |              |
| Don't Look Back (Бен Филипс и Еш)                       | 2016. | —  | —  |              |
| Alive (Бен Филипс и Еш)                                 | 2016. | —  | —  |              |
| Orbit (SŸDE и Еш)                                       | 2016. | —  | —  |              |
| Can't Hide (Whethan и Еш)                               | 2016. | —  | —  |              |
| Recognize (Win and Woo и Еш)                            | 2016. | —  | —  |              |
| Let You Get Away (Шаун Френк и Еш)                      | 2016. | —  | 96 | - КА: златни |
| The Back of Your Hands (Нимино и Еш)                    | 2017. | —  | —  |              |
| World on Fire (Louis the Child и Еш)                    | 2017. | —  | —  |              |
| Rewind (Louis Futon, Еш и Армани Вајт)                  | 2017. | —  | —  |              |
| Right to It (Louis the Child и Еш)                      | 2017. | 33 | —  |              |
| Get Lost (Берсон и Еш)                                  | 2018. | —  | —  |              |
| Love Me for the Weekend (Party Pupils, MAX и Еш)        | 2018. | —  | —  |              |
| Right Where You Should Be (Quinn XCII, Еш и Луис Футон) | 2019. | —  | —  |              |
| Friends (Big Gigantic и Еш)                             | 2019. | —  | —  |              |
| "—" означава издања која се нису нашла на листама       |       |    |    |              |

### Написане песме
| Назив                          | Година | Уметник           | Албум               |
| ------------------------------ | ------ | ----------------- | ------------------- |
| Wrong Way                      | 2016.  | Стоун ван Броукен | Н/Д                 |
| You Don't Do It for Me Anymore | 2017.  | Деми Ловато       | Tell Me You Love Me |
| HOWL                           | 2017.  | Делејни Џејн      | Н/Д                 |
| No One Has To Know             | 2017.  | Голдфиш           | Late Night People   |